# Sibbaldia miyabei
Sibbaldia miyabei är en rosväxtart som först beskrevs av Tomitaro Makino, och fick sitt nu gällande namn av Paule, Soják. Sibbaldia miyabei ingår i släktet dvärgfingerörter, och familjen rosväxter. Inga underarter finns listade i Catalogue of Life.